# الپوت، قوازاخ
الپوت (به لاتین: Alpout) یک منطقهٔ مسکونی در جمهوری آذربایجان است که در شهرستان قازاخ واقع شده‌است.

## خصوصیات
الپوت ۹۹۰ نفر جمعیت دارد.